# Hort von Söderby
 Der Hort von Söderby wurde im Jahre 1876 in Söderby im Kirchspiel Danmark in Uppland, unweit von Uppsala (Schweden), bei Drainagearbeiten in einem Sumpfgebiet entdeckt.

## Beschreibung
Der Hort aus der Zeit um 400–550 n. Chr. besteht aus zehn goldenen Brakteaten und Bruchstücken anderer Gegenstände. Die Vorder- und Rückseiten der Brakteaten zeigen in der Brakteatikonografie einzigartige Motive. Auf der einen Seite ist ein (nichtchristliches) Kreuz abgebildet. Die andere Seite zeigt eine Chimäre bei einem Rückwärtssalto. Dieses Motiv kommt bereits auf bronzezeitlichen schwedischen Felsritzungen als Salto über einem Schiff vor. Es wurde unter anderem als Darstellung Odins interpretiert, der auf diese Weise Tiergestalt annimmt. Der Künstler hat den Moment dargestellt, als eine Hälfte des Gottes anthropomorph und die andere zoomorph ist. Der Fund hat in der Diskussion um die Darstellungen auf Brakteaten lange einen führenden Platz eingenommen und es gibt verschiedene Interpretationen. Ein Brakteat aus Söderby zeigt einen Mann, die Arme unter den Beinen, einen Stab haltend und eine Schlange um den Hals. Auf anderen Brakteaten trägt der Mann eine Schlange um seine Taille oder kniet unter dem Angriff von Schlangen.

## Nachuntersuchung
In den 1990er Jahren wurden die alten Fundplätze mit Metalldetektoren noch einmal abgesucht, um herauszufinden, ob dort weitere Gegenstände lagern, die zum Zeitpunkt des ursprünglichen Fundes übersehen worden waren. Bei der Nachuntersuchung 1995 wurde ein verbogenes Stück Goldblech gefunden, das sich als großer Brakteat erwies, dem die Öse fehlte. Die Öse fand man etwa 20 m entfernt. Der neue Brakteat trug ebenfalls bisher unbekannte Motive. Um seine Kante verlief ein Kranz mit Menschendarstellungen in Vollfigur. Das zentrale Motiv zeigt den Torso eines Mannes, der in der einen Hand eine Schlange und in der anderen einen Stab hält. Er ist von Ungeheuern umgeben, die in der zeitgenössischen Tierornamentik ausgeführt sind. Um das Motiv läuft eine Borte, auf der man im Profil dargestellte Figuren und Flechtband- bzw. Tierornamente erkennt.

## Bewertung
Die Ikonographien der Brakteaten ist in den verschiedenen Epochen relativ einheitlich. Das gilt sowohl für die Motive als auch für deren Stil. Individuelle Schöpfungen sind ausgeschlossen. Die Goldbrakteaten weisen einen so einheitlichen Bilderkanon auf, dass eine definierte Bildersprache vorausgesetzt werden muss. Damit kann sich in den Brakteaten nur die „offizielle“ Ikonographie einer überregionalen Klasse offenbaren, wie dies auch bei den Münz- und Medaillonbildern im Römischen Reich der Fall war. Wäre dies nicht so, dann hätte es in der Völkerwanderungszeit viele verschiedene ikonographische Stile gegeben. Anhand der Tatsache, dass nicht jeder lokale Herrscher im Skandinavien dieser Zeit individuelle Bildchiffren entwickeln konnte, ist die Bildsprache als überregionales Werk in der damaligen nordischen Welt erkennbar. Sie konnte nur im intensiven Austausch der sie nutzenden Schicht geschaffen, erhalten und verbreitet werden. Dabei spielten Kultzentren als administrative und religiöse Plätze sowie als Drehscheiben des Handels (z. B. Gudme) eine Rolle.
Der Fund von Söderby ist aus zwei Gründen interessant. Einmal ist es die Motivauswahl für die Brakteaten. Alle drei stehen in der zeitgenössischen Brakteatenkunst isoliert da. Der andere Aspekt ist die – weiter als üblich gehende – absichtliche Zerstörung des zuletzt gefundenen Brakteaten. Die Zerstörungen betreffen hier auch die einzelnen Motive und müssen einen rituellen Hintergrund haben. Unter dem Mikroskop war festzustellen, dass Figuren mit einem scharfen Instrument abgekratzt worden waren. Auf einer Figur der Borte sind Risse und Punkte in der Herzgegend und an den Geschlechtsorganen zu erkennen. Andere tragen ähnliche Spuren am Hals. Es scheint, als habe man den Figuren symbolisch den Hals durchgeschnitten und sie kastriert. Was dieses, auch real festgestellte und in Mythen beschriebene Verhalten auslöste, ist unbekannt.